# Xylophorie
La Xylophorie est une ancienne fête des Hébreux à l’occasion de laquelle du bois était apporté solennellement au temple de Jérusalem, pour entretenir le feu qui devait brûler toujours sur l’autel des holocaustes.
Elle a probablement été instituée dans les derniers temps de la nation, lorsque les Nathinéens étaient presque éteints, les prêtres et les lévites n’ayant plus de serviteurs pour leur apporter le bois nécessaire aux sacrifices. Le bois qui devait être brûlé sur l’autel était préparé avec soin, nettoyé et trié.

## Source
- François Noël, Dictionnaire de la fable, vol. 2, Paris, Le Normant, 1810, 3e éd., 858 p. (lire en ligne), p. 842.